# Papa to musume no nanokakan
Papa to musume no nanokakan (パパとムスメの７日間?), noto anche con il titolo internazionale Seven Days of a Daddy and a Daughter, è una serie televisiva giapponese del 2007. Nel 2017 dalla serie è stato tratto il film Appaneun ttal.

## Trama
Kyoichiro Kawahara e sua figlia Koume non hanno un buon rapporto, e anzi si ritrovano spesso a litigare; quando tuttavia, per sette giorni, si ritrovano l'uno nel corpo dell'altro, si ritrovano a doversi capire meglio a vicenda.